# استان کاررا ژنرال
استان کاررا ژنرال (به اسپانیایی: Provincia General Carrera) یک منطقهٔ مسکونی در شیلی است که در منطقه آیسن واقع شده‌است. استان کاررا ژنرال ۱۱٬۹۱۹٫۵ کیلومتر مربع مساحت و ۷٬۵۳۱ نفر جمعیت دارد.